# Ligne de parfums Britney Spears
La ligne de parfums Britney Spears est réalisée en contrat avec la maison Elizabeth Arden. Créée en 2004, elle aurait généré, selon les estimations, plus de 2 milliards de dollars de chiffre d'affaires en 2010 dans le monde. Elle est par ce fait la ligne de parfums de stars la plus vendue.

## CollectionCurious
Le 9 septembre 2004, Britney Spears sort son premier parfum sous le nom de ''Curious''. 
Il comporte des vaporisateurs de 30 ml, 50 ml, 100 ml, deux miniatures de 5 et 10 ml, une crème corporelle de 200 ml, un duo gloss-parfum de 5 ml, un gloss, une poudre parfumée pailletée de 20 g, un gel douche de 200 ml, un exfoliant corporel de 200 ml. Il est décrit comme étant sensuel, féminin et romantique. Les notes principales sont essentiellement florales : le magnolia de Louisiane, le jasmin, la fleur de Lotus ou encore le cyclamen rose. Le flacon a la forme d'un diamant bleu clair et un pendentif avec deux petits cœurs roses est accroché sur le haut de celui-ci. C'est le parfum le plus vendu de l'année 2004.

## Curious Heart
Curious Heart est le nom d'une édition limitée du parfum Curious de Britney Spears. Il est sorti pour les fêtes de fin d'année 2007. À part l'emballage et le flacon rose bonbon avec un cœur ailé, le parfum n'a rien de différent de sa première édition "Curious".

## Curious-In-Control
Le 17 avril 2006, le troisième parfum de Britney sort sous le nom de Curious-In-Control. C'est le deuxième parfum de la collection Curious. Cette collection contient des vaporisateurs de 30 ml, 50 ml, 100 ml, une miniature de 5 ml. La boite contient un vaporisateur 100 ml, une crème pour le corps de 100 ml, un gloss, une trousse à maquillage en dur imprimée léopard fuchsia. Le flacon est d'un noir opaque, avec un vaporisateur fuchsia. C'est un parfum sucré, décrit comme sexy et doux. Les notes principales sont : la crème brûlée, la vanille, l'orchidée et le musc. 

## CollectionFantasy
Fantasy est la deuxième collection de parfums de Britney Spears. C'est aussi celle qui en contient le plus.

## Fantasy
Le 15 septembre 2005, Britney sort son deuxième parfum baptisé Fantasy. C'est le premier parfum de la collection Fantasy. Celui-ci contient un vaporisateur de 30 ml, 50 ml, 100 ml, une miniature de 10 ml et 5 ml, une crème corporelle de 200 ml, un gloss, un gel douche de 200 ml, parfum solide compact et une crème soufflée pour le corps. C'est un parfum sucré et fruité. Le flacon est rond et rose, entouré de cristaux incrustés tout autour. Ses notes principales sont : le lychee rouge, le coing d’or, le kiwi, l'orchidée et le chocolat blanc. Tout comme son premier parfum, "Fantasy" se classe comme un best-seller de Spears, rapportant plus de 55,4 millions de dollars en 2006.

## Midnight Fantasy
En février 2007, Britney sort le second parfum de la collection Fantasy, Midnight Fantasy. Il est composé de : framboise, cerise noire, orchidée, prune et vanille. Il est décrit comme féminin et envoutant. Le design du flacon est exactement le même que pour "Fantasy", excepté sa couleur bleu profond, indigo et ses cristaux bleu clair.

## Hidden Fantasy
En décembre 2008, Britney sort son huitième parfum et le troisième de sa collection Fantasy, Hidden Fantasy. Cette fragrance arbore le design de la collection Fantasy, mais se démarque comme chaque parfum par sa couleur attribuée, ici un rouge cerise. Les cristaux eux, sont d'un rose pâle, évoquant l'amour. Les notes principales sont : l'orange douce, la mandarine, la fleur de pamplemousse, la verveine, le jasmin, le lys de rêveur. Ce parfum exprime les côtés mystérieux et séduisants de la femme et symbolise l'amour et la féminité. C'est, sans doute, le parfum le plus sophistiqué de la collection Fantasy, car il se démarque par une senteur plus citronnée et épicée, moins sucrée que les précédents parfums Fantasy.

## Circus Fantasy
En août 2009, Britney sort son neuvième parfum sous le nom de Circus Fantasy. C'est le quatrième parfum de la collection Fantasy.
Les notes principales sont : la framboise, la fleur d'abricot, la pivoine bleue, le nénuphar, l'orchidée de chéri rouge, le lys d’eau et le musc. Le flacon est d'un "baby-blue" enfantin, et les cristaux sont orange pâle.
Il tire son nom de l'album Circus de la chanteuse. Il parait d'ailleurs pendant sa tournée intitulée The Circus Starring: Britney Spears. 

## Autres parfums de la gamme Fantasy
D'autres parfums de cette gamme sont ensuite sortis : 
- Rocker Femme Fantasy 
- Festive Fantasy 
- Glitter Fantasy 
- Electric Fantasy 
- Blissful Fantasy 
- Fantasy Intimate Edition 
- Fantasy Sheer 
- Fantasy Intense
- Sunset Fantasy

## CollectionBelieve
Believe est la troisième collection de parfums de Britney Spears.

## Believe
En septembre 2007, le cinquième parfum de Britney Spears est sorti aux États-Unis sous le nom de Believe. C'est l'unique parfum de la collection Believe. Believe est un parfum basé sur la féminité et la confiance en soi, d'où le slogan « The greatest freedom is to believe in yourself » (« La meilleure des libertés est de croire en soi »). Le flacon est d'un design intéressant, composé de morceaux de prismes asymétriques. Il est transparent, mais le liquide est vert pomme. Les notes principales sont la goyave exotique, la mandarine d'or, le chèvrefeuille, la fleur de tilleul et le patchouli. C'est sûrement le parfum le plus mature de Spears[réf. nécessaire], mais aussi le moins populaire car celui-ci est sorti durant la période de trouble[Quoi ?] de la chanteuse.

## CollectionRadiance
Radiance est la quatrième collection de parfums de Britney Spears.

## Radiance
Depuis septembre 2010, le dixième parfum de Britney Spears est sorti aux États-Unis sous le nom de Radiance. C'est le premier parfum de la collection Radiance.

## Cosmic Radiance
En mai 2011, il a été annoncé que Britney Spears sortait le deuxième parfum de la lignée Radiance: Cosmic Radiance.

## Poursuite judiciaire
En mars 2011, une plainte a été déposée à la Cour Supérieure de Los Angeles. La chanteuse américaine est poursuivie par la société Brand Sens, avec laquelle elle a collaboré pour obtenir un contrat avec les parfums Elizabeth Arden. Brand Sense Partners LLC l'accuse, ainsi que son père Jamie Spears, de rupture de contrat, de fraude et de tromperie envers Elizabeth Arden dans le but de contourner ses obligations. La société Brand Sens, qui aurait un droit contractuel de 35 % de commission sur n'importe quel parfum lancé par Spears avec Elizabeth Arden, leur réclamerait 10 millions de dollars.